# Red Boiling Springs
Red Boiling Springs é uma cidade localizada no estado norte-americano de Tennessee, no Condado de Macon.

## Demografia
Segundo o censo norte-americano de 2000, a sua população era de 1023 habitantes.
Em 2006, foi estimada uma população de 1066, um aumento de 43 (4.2%).

## Geografia
De acordo com o United States Census Bureau tem uma área de
3,7 km², dos quais 3,7 km² cobertos por terra e 0,0 km² cobertos por água. Red Boiling Springs localiza-se a aproximadamente 286 m acima do nível do mar.

## Localidades na vizinhança
O diagrama seguinte representa as localidades num raio de 28 km ao redor de Red Boiling Springs.